# Metamora (Indiana)
Metamora – jednostka osadnicza w Stanach Zjednoczonych, w stanie Indiana, w hrabstwie Franklin.